# Kahlen Rondot
Kahlen Rondot, född 19 december 1983 i Broken Arrow i Oklahoma, USA, är en amerikansk fotomodell. Hon blev känd då hon deltog i serien America's Next Top Model under den fjärde säsongen.

## Karriär
Efter America's Next Top Model har Kahlen Rondot fortsatt att jobba som modell. Hon har bl.a. jobbat med ElleGirl Magazine, US Weekly Magazine, Vice Magazine, Shumaq Clothing och FORD Fusion. Vidare har hon deltagit i modevisningar, bl.a. Ellegirl presents; Dare To Be You, Wall-Mart Meets America's Next Top Models 2005 och Alice and Olivia Fall 2006. Hon har flera gånger medverkat i The Tyra Banks Show. Hon har sedan slutat som modell och jobbar istället som bartender.